# زبان مارواری
زبان مارواری (Mārwāṛī;मारवाड़ी) یک زبان هندوآریایی است که گویشورانش بیشتر در راجستان هند می‌زیند. جز راجستان در هاریانا و گجرات و همچنین بخش‌هایی از شرق پاکستان نیز گروه‌هایی مارواری‌زبان وجوددارد.
جمله‌بندی این زبان به صورت نهاد-مفعول-فعل است. برای نگارش آن در پاکستان از الفبای فارسی بهره‌می‌گیرند.